# Wyriszalne (hromada Sencza)
Wyriszalne (ukr. Вирішальне) – wieś na Ukrainie, w obwodzie połtawskim, w rejonie myrhorodzkim, w hromadzie Sencza. W 2001 liczyła 2387 mieszkańców, spośród których 2312 wskazało jako ojczysty język ukraiński, 70 rosyjski, 1 mołdawski, 3 białoruski, a 1 inny.